# ألفا روميو ألفا 6
ألفا روميو ألفا 6 (بالإنجليزية: Alfa Romeo Alfa 6)هي سيارة تنفيذية تم إنتاجها من قبلشركة ألفا روميو للسيارات الإيطالية.